# Гылыджов, Ильгар Саяд оглы
Ильгар Саяд оглы Гылыджов 
(азерб. Qılıcov İlqar Səyyad oğlu; род. 7 января 1966, Товуз) — азербайджанский государственный деятель. Судья Верховного суда Азербайджана.

## Биография
Родился в 1966 году. В 1987 году окончил Военный институт Министерства обороны СССР, юридический факультет. Кандидат философских наук.
С 1986 по 1987 год являлся стажёром, исполняющим обязанности следователя Алматинского гарнизона (Алматы, Казахстан).
С 1987 по 1991 год являлся следователем Военной прокуратуры Гянджинского гарнизона.
С 1991 по 1992 год — следователь по важным делам при Главном прокуроре Азербайджана.
С 1992 по 1993 год — прокурор управления надзора за исполнением законодательства, дознанием в органах национальной безопасности и Вооружённых силах Азербайджана.
В 1994 году являлся прокурором, начальником 1 отдела управления надзора за исполнением таможенного законодательства и законодательства в сфере национальной безопасности.
С 1994 по 1995 год — старший прокурор отдела надзора за исполнением законов в социально-экономической сфере, законностью нормативных правовых актов, исполнением законов в экономической сфере.
С 1997 по 2000 год — прокурор отдела надзора за законностью решений экономических судов Генеральной прокуратуры Азербайджана.
С 2000 по 2001 год являлся заместителем начальника отдела международного права Генеральной прокуратуры Азербайджана.
Депутат Национального собрания Азербайджана II созыва (2000—2005) от избирательного округа №87 г. Товуз.
Судья коллегии по уголовным делам Верховного суда Азербайджана (c 25 апреля 2006).
Ветеран Первой карабахской войны.

## Награды
- Медаль «Прогресс»(11 февраля 2023)[2]